# Vinylester
Le vinylester ou vinyl ester (VE), est une résine produite par l'estérification d'un pré-polymère époxyde avec un acide carboxylique insaturé comme l'acide acrylique ou l'acide méthacrylique. Le produit de réaction est un pré-polymère téléchélique contenant une double liaison par extrémité de chaîne. Ce pré-polymère est ensuite dissous dans un solvant vinylique réactif comme le styrène à une concentration de 35 à 45 % en masse. La réaction a lieu par polymérisation radicalaire durant laquelle les doubles liaisons du styrène réagissent entre elles et avec les deux doubles liaisons de chaque pré-polymère.
Les vinylesters sont surtout utilisés comme matrice pour des matériaux composites ayant généralement comme renfort des fibres de verre. On les trouve par exemple dans les avions construits par des amateurs. Ils sont aussi utilisés dans l'industrie marine grâce à leur bonne résistance à la corrosion et à l'absorption de l'eau.
Les vinylesters sont parfois considérés comme une bonne alternative aux polyesters insaturés et aux polyépoxydes. Les vinylesters ont un prix et des performances intermédiaires entre ces deux types de résines. Leur viscosité (environ 200 cP) est plus faible que celle des polyesters insaturés (environ 500 cP) et des polyépoxydes (environ 900 cP).